# Зимин, Николай Васильевич (протоиерей)
Николай Васильевич Зими́н (1843, село Коленцы, Рязанская губерния — 14 октября 1915, Зарайск, Рязанская губерния) — священнослужитель Русской православной церкви, протоиерей Рязанской Епархии (1904), настоятель Вознесенской церкви Зарайска Рязанской губернии Российской Империи в 1867—1915 годах.

## Биография

### Ранние сведения
Николай Васильевич Зимин родился в селе Коленцы Пронского уезда Рязанской губернии в семье церковнослужителя. В 1866 году окончил с отличием (или как тогда считалось по первому разряду) Рязанскую духовную семинарию.

### Деятельность священника и благочинного
В 1867 году, женившись на Елизавете Николаевне Смирновой — дочери приходского священника Николая Петровича Смирнова, умершего к тому моменту, унаследовал его приход в Вознесенской церкви Зарайска Зарайского уезда Рязанской губернии.

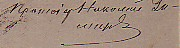
Автограф. Протоиерей Николай Зимин

С момента назначения на должность настоятеля Вознесенской церкви активно участвовал в общественной деятельности, проявляя усердие и ревность в деле благоустройства местных церковно-приходских школ. С 1869 года им при Вознесенской церкви Зарайска было открыто церковно-приходское попечительство. Являлся Член-казначеем Зарайского уездного отделения.
В 1870 году за усердное служение было объявлено особенное одобрение Его Высокопреосвященства, Алексия, Архиепископа Рязанского и Зарайского без внесения в клировые ведомости (1870/1871, ЦВ № 18). В 1875 году за постоянно-исправное служение и назидательную жизнь объявлено одобрение Его Высокопреосвященства со внесением в клировые ведомости (1875/1876, ЦВ № 18).
С 1879 по 1882 годы избирался кандидатом в члены Правления Зарайского духовного училища от духовенства на трехлетие (1879, ЦВ № 24). Назначен окружным миссионером в 1-м благочинническом округе Зарайского уезда (1890, ЦВ № 1).
В 1904 году награждён саном протоиерея (14 апреля 1904, ЦВ № 18-19 1904). Осуществлял надзор за порядком в церковном округе Рязанской епархии, исполняя должность Благочинного 1-го округа Зарайского уезда (АК 1912 — ПК 1914).
Освятил часовню в Зарайске Зарайского уезда Рязанской губернии, построенную на средства старосты Троицкой церкви Г.Евреинова (ЦВ № 42 1907).
Исполнял обязанности одного из директоров Зарайского уездного тюремного отделения (АК 1912 — ПК 1914). Активно занимался благотворительной деятельностью, являясь Членом Правления Общества для пособия бедным (АК 1912 — ПК 1914).
С середины 1915 года из-за преклонного возраста и из-за переживаний, связанных со смертью супруги, тяжело заболел. Умер 14 октября 1915 года и был похоронен в Зарайске на общественном городском кладбище.

## Награды
- Набедренник (1872/1873, ЦВ № 15).
- Наперсный золотой крест, выдаваемый от Священного Синода (1-15 марта 1890 года, ЦВ № 14-15 1890)
- Орденом Святой Анны 3-й степени (3 февраля 1895 года, ЦВ № 23 1895).
- «Библия» от Священного Синода за особое усердие и ревность в деле благоустройства местных церковно-приходских школ (10 апреля 1901 года, ЦВ № 19 1901).

## Употребляемые сокращения
- ЦВ — Церковные ведомости.
- КВ — Клировые ведомости.
- АК — Адрес-календарь Рязанской губернии.
- ПК — Памятная книжка Рязанской губернии.